# 歐陽耀冲
歐陽耀冲（Au Yeung Yiu Chung ， 1989年7月11日—），香港足球運動員，司職進攻中場，現時効力澳門乙組足球聯賽球會宇宙之猩。
歐陽耀冲是2009年東亞運動會的香港隊隊長，並帶領香港奪得本地足球歷史上首個大型運動會團體項目冠軍，其後他於2014年8月22日加盟葡萄牙甲組聯賽球會葡萄牙體育會，成為繼張子岱與威廉臣後，歷來第三位登陸歐洲職業聯賽的香港球員，結果他在2015年5月24日作客對奧漢倫斯的賽事中，於70分鐘後備入替首度亮相。

## 球會生涯

### 香港08
歐陽耀冲生於香港，在樂華聖公會基樂小學五年級時首度正式接觸足球訓練，而他快就被當時的甲組球會快譯通發掘，並獲邀加入其青年梯隊，及後還越級成為香港青年代表隊成員，他在初中時與好友合組花式足球隊，其後在代表林大輝中學參加學界精英賽決賽時，因不斷造就爭奪神射手獎項的隊友入球，而在適當時候都不把握機會射門，賽後，香港著名教練黎新祥致電給他的校隊教練，並用髒話辱罵歐陽耀冲指他不尊重賽事，和要求賽會褫奪他原來應奪得的最有價值球員獎項，被褫奪資格後，黎新祥致電給歐陽耀冲並邀請他以16歲之齡加盟甲組球會香港08，結果他在季初獲教練黎新祥給予機會，在對南華的賽事憑12碼取得首個甲組賽事入球，最後他在季初連續三場賽事均取得入球，使他聲名大噪並被視為香港足球的新希望。

### 華家堡
雖然香港08在整個賽季中未嚐一勝，但歐陽耀冲的出色表現，卻令他得到甲組班霸球會南華的足主羅傑承賞識，以數倍工資邀請他加盟，結果他由於得到恩師兼偶像李健和的邀請，故他最終在香港08解散後，加盟以年青球員為骨幹的甲組升班馬華家堡，雖然球會僅憑較佳的對賽成績壓倒流浪敬陪聯賽榜尾二位置，但球會都在球季結束後宣布退出，故他最終都接受邀請加盟南華。

### 南華
隨著華家堡在球季結束後宣佈解散，結果歐陽耀冲以19歲之齡加盟甲組冠軍球會南華，並在加盟後首季即以7球協助南華連續第三度蟬聯聯賽冠軍，同時他都在球季結束後首度於香港足球明星選舉榮膺最佳年青球員，更在2010年9月與隊友郭建邦獲南華選中於10月初到英超球會熱刺接受訓練兩星期，隨後他在2012/13球季首度榮膺一月最有價值球員，並在聯賽和足總盃中錄得9球協助南華奪得聯賽冠軍。。

### 橫濱FC香港
2013年6月7日，由於歐陽耀冲獲甲組的日資球會橫濱FC香港給予到日本試腳的機會，故他拒絕與南華續約選擇轉會，並於6月16日與隊友黃威和李嘉耀及梁冠聰前赴到日乙宗主球會橫濱FC跟操一個月，結果他在9月1日對公民的首場聯賽，即代替受傷的吉武剛戴上隊長臂章，協助橫濱以1–1賽和對手，隨後他在2014年3月30日對晨曦的聯賽，取得加盟後的首個入球，結果橫濱以1–3落敗。直到2014年8月，歐陽耀冲獲朋友介紹在暑假到日本第四級別聯賽球會FC大阪試腳，但因為轉會期已過，他輾轉獲荷蘭甲組聯賽球會NAC比達接納其跟操要求，所以他便向屬會橫濱FC香港申請，最後獲接納以休假形式，自費到荷蘭並在跟操期間獲安排在比達二隊的友誼賽中登場，而當時雖然NAC比達有意簽入他，但因為在當地非歐盟球員的最低工資比當時隊內的球員還要高，結果他獲NAC比達推薦到葡甲球會葡萄牙體育會試腳。 

### 葡萄牙體育會
結果歐陽耀冲在2014年8月22日加盟葡萄牙甲組聯賽球會葡萄牙體育會，成為繼張子岱與威廉臣後歷來第三位登陸歐洲職業聯賽的香港球員，可是由於申請工作證手續繁複使他最初半年未能落實註冊，而他在處理工作證期間被葡體會安排到葡丙球會操練，結果他苦等1年解決申請工作證的困難後，在2015年5月24日作客對奧漢倫斯的聯賽煞科戰中於70分鐘後備入替，首度為葡體會上陣並協助球會以1–1賽和對手，在球季結束後葡體會只以47分排聯賽榜尾三宣佈護級失敗，但結果因為第10位的比拉馬有拖欠球員薪金紀錄，加上未能提供所須的保證資料，最終被葡萄牙足總拒絕註冊並邀請葡體會留級，同時他在2015年6月23日獲葡體會續約一年，並隨即在7月15日對士砵亭B隊的友賽中正選上陣，最終協助葡體會以1–1賽和對手，隨後他在8月2日作客辛達卡拉的聯賽盃首圈，後備上陣並在互射十二碼階段射進第6輪十二碼，協助葡體會結果以6–5勝出。

### 洛里什
2015年11月1日，歐陽耀冲為爭取更多上陣機會，轉會至葡萄牙乙組聯賽球會洛里什，並於同日對伊雷特克的賽事，獲正選上陣機會至56分鐘被換出，最終協助洛里什以2–1勝出，隨後他於11月8日對辛特倫斯體育會的賽事，第二度獲正選機會並踼足全場，可是結果洛里什以0–2落敗，到11月15日，他在對十二月一日體育會的賽事第三度為球會上陣，直到89分鐘被換出並協助洛里什以0–0賽和對手，直到11月19日，他在對皇家體育會的賽事再獲正選機會，並踼足全場可是最終洛里什以0–2落敗。

### 貴州智誠
歐陽耀冲在2016年1月5日因為爭取重返香港代表隊的機會，選擇以內援身份與中甲球會貴州智誠簽約三年，而加盟後他在3月13日對梅州五華的聯賽於51分鐘後備入替，首度為貴州智誠登場，結果智誠以1–1賽和對手，但是他在2016年4月12日在中國足協盃對廣州昊昕時，在83分鐘不幸地弄傷左邊膝蓋而被換出，而他經智誠的前中國國家隊隊醫檢查後，指其傷勢稱沒有問題和休息幾日後就能夠繼續踢，結果他就在幾日後在操練時左邊膝蓋再度受傷，事後他在當晚發燒和膝蓋腫起，不過隊醫又再聲稱其傷勢沒有問題，而最終歐陽耀冲自行檢查後證實左膝十字韌帶斷裂並選擇返港治療，結果他經前南華隊醫檢查後，才發現膝蓋十字韌帶未完全撕裂和無需進行手術，最後他在休養期間開始接受物理治療，直到兩個月後在預備組復出，但他復出後因為貴州智誠為衝超而簽入大批球員導致他上陣機會不多，結果智誠成功勇奪聯賽亞軍升班挑戰中超聯賽後，又再羅致更多同位置的球員、年輕球員政策和獎金等因素導致隊內競爭極大，結果他只是隨隊操練，期間他獲富力邀請轉會，但球會教練文沙奴得悉他被富力招攬後，主動挽留他留隊並稱當有一隊球員受傷就會給予他機會，直到兩個月後他為保持狀態主動向教練申請踢預備組，隨着中國足協於2018年賽季改制重新允許每間中超及中甲球會能有1個內援名額，雖然貴州智誠早在他與另一名香港球員兼球會隊長法圖斯間選擇了後者，不過由於法圖斯在中國足協的內援註冊一直未能成功，故歐陽耀冲繼續隨貴州智誠在季前到西班牙集訓。

### 夢想FC
直到2月26日晚，由於法圖斯終於可以落實繼續以內援身份註冊，結果歐陽耀冲獲貴州智誠通知離隊，同時由於只餘一日時間未能順利尋找中甲球會留在內地聯賽下，他在3月2日以自由身與港超聯球會夢想FC簽約至季尾，並在完成註冊後於3月11日對香港飛馬的聯賽正選登場，首度為夢想上陣，結果他於開賽早段處理完角球後便拉傷右腳，直至39分鐘被換出。結果歐陽耀冲因為在仿真草訓練及真草比賽的適應問題，不慎弄傷右邊大腿肌肉，到康復時已經接近季尾。在傷患困擾下，他只能在各項賽事得到1場正選3場後備的機會。

### 和富大埔
2018/19球季，歐陽耀冲加盟港超聯球會和富大埔。在季初教練李志堅曾兩度在聯賽派遣歐陽耀冲上陣，及後只能於預備組聯賽比賽。在季尾菁英盃分組賽最後一場以正選上陣並於補時頂入一球，其後亦於亞協盃分組賽主場對航源時後備上陣。到18-19球季季尾，曾隨隊於亞協盃作客北韓425但仍無落場機會，在分組賽第5場之前因已約滿而未有再替大埔比賽，結束1季的大埔生涯。惟在季內仍有份赢得球會歷史上首個頂級聯賽錦標。

### 標準流浪
2019/20球季，歐陽耀冲加盟港超聯球會標準流浪。 在流浪上半季穿著89號球衣的他曾分別於聯賽及盃賽取得入球，但仍非球隊必然正選，於球隊宣佈退出復賽前主要於菁英盃賽事上陣並曾交出助攻。

### YSCC橫濱
2021年4月13日，日丙球會YSCC橫濱公佈歐陽耀冲加盟的消息。 6月1日，歐陽耀冲返回日本隔離完畢後，首度參與球隊的操練。其後歐陽耀冲出席球會為其加盟舉行的記招。
歐陽耀冲於加盟首季未有獲得出場機會，但仍獲YSCC橫濱續約，他表示將繼續力爭聯賽上陣機會。歐陽耀冲雖無上陣機會，但除了訓練以外，也有積極參與球隊各種社區活動，如參與農務工作振興當地農業。農作物包括大蔥、包心菜、茄子、青瓜等，以上農產品會在主場比賽時於場外以200日圓一份的價格出售。歐陽耀冲與隊友在羽澤町的農地播下共70公斤的芋頭種子，會方預計年尾可望有1噸收成。
於2022年-2023年球季歐陽耀冲的球員號碼由38號改成23號，聯同新加盟的松井大輔為新球季備戰。2023年1月8日，Y.S.C.C.橫濱下午發出聲明，證實與歐陽耀冲達成解約共識，儘管歐陽耀冲加盟兩季都未獲派上陣，會方仍感謝他在効力期間作出的貢獻。

### 岩手盛岡仙鶴
2023年1月21日，日丙球會岩手盛岡仙鶴公佈歐陽耀冲加盟的消息。

### 標準流浪
在以特邀球員身份替標準流浪出戰港超聯賽會盃後，標準流浪在2024年1月8日宣佈正式簽入曾經效力過兩季的歐陽耀沖。

## 國際賽生涯
歐陽耀冲在2008年11月獲香港代表隊徵召，並在11月19日作客澳門代表隊的國際友誼賽中，首度代表香港在國際A級賽亮相外還取得首個國際賽入球，結果協助香港以9–1勝出，在2009年1月14日主場對印度國家隊備戰亞洲盃外圍賽的國際友誼賽中，獲安排穿着10號球衣的歐陽耀冲第二度為香港出戰國際A級賽事。港足英雄Part18：葡國闖蕩成就大隻仔 新‧歐冲覺醒 （页面存档备份，存于） 蘋果日報 2016年01月11日</ref>
2009年12月，歐陽耀冲在香港舉行的東亞運動會中擔任香港奧運隊隊長，並協助香港在12月12日晉身決賽迎戰日本國家隊，而他在下半場開賽僅兩分就傳中給禁區內的徐德帥，他再頭槌二傳給陳肇麒頭槌破網協助香港以1–1迫和，結果雙方在法定時間打和而加時再戰亦無紀錄，最終賽事需要靠十二碼分勝負，而香港隊先派出歐陽耀冲主射，但其射門因欠缺角度被日本門將撲出，但最終都無阻香港以總比數5–3勝出，歷史性奪得國際綜合運動會足球冠軍， 2016年10月2日，歐陽耀冲相隔3年再獲香港代表隊徵召，可是他在對柬埔寨和新加坡國家隊都未有被教練金判坤派遣落場。

## 球場以外
於GoalGoalGoal球迷大聯盟中有球迷戲稱歐陽耀冲為「神的第二個獨生子」，比喻他被球迷過度追捧，而結果「神之子」的綽號遂不脛而走，歐陽耀冲於初級中學時與數位朋友包括C AllStar成員陳健安等合組花式足球隊，應邀出席公開表演甚至參與電影拍攝，包括於《見鬼10》中演出，2009年11月，歐陽耀冲與南華隊友梁倬軒合資10萬元經營雪靴生意，直到2017年10月，歐陽耀冲與數名拍擋合資於尖沙咀厚福街開設餐廳「Y Show Tasty」為退役後生活作打算。 不過在2020年1月餐廳已經轉手。 2020年6月，歐陽耀冲開設網站Hungry Monkeys賣海鮮謀生。

## 演藝事業
於2009年，歐陽耀冲以客串身份參與由無綫電視製作的《南華夢飛翔》的演出。

## 職業生涯數據
| 球會表現         | 球會表現         | 球會表現         | 聯賽    | 聯賽 | 初級銀牌 | 初級銀牌 |          |          |          |          |          |          | 總計    | 總計 |
| 球季             | 球會             | 聯賽             | 上陣    | 入球 | 上陣     | 入球     | 上陣     | 入球     |          |          |          |          |         |      |
| ---------------- | ---------------- | ---------------- | ------- | ---- | -------- | -------- | -------- | -------- | -------- | -------- | -------- | -------- | ------- | ---- |
| 2005－06         | 香港09           | 港丙             | 10 (3)  | 3    | 1        | 0        |          |          |          |          |          |          | 11 (3)  | 3    |
| 總計（香港09）   | 總計（香港09）   | 總計（香港09）   | 10 (3)  | 3    | 1        | 0        |          |          |          |          |          |          | 11 (3)  | 3    |
| 總計（職業生涯） | 總計（職業生涯） | 總計（職業生涯） |         |      | 1        | 0        |          |          |          |          |          |          |         |      |
|                  |                  |                  |         |      | 高級銀牌 | 高級銀牌 | 聯賽盃   | 聯賽盃   | 足總盃   | 足總盃   | 亞協盃   | 亞協盃   | 總計    | 總計 |
| 上陣             | 入球             | 上陣             | 入球    | 上陣 | 入球     | 上陣     | 入球     | 上陣     | 入球     |          |          |          |         |      |
| 2006－07         | 香港08           | 港甲             | 15 (1)  | 3    | 1        | 0        | 4        | 1        | 1        | 0        | -        | -        | 21 (1)  | 4    |
| 總計（香港08）   | 總計（香港08）   | 總計（香港08）   | 15(1)   | 3    | 1        | 0        | 4        | 1        | 1        | 0        | -        | -        | 21(1)   | 4    |
| 2007－08         | 華家堡           | 港甲             | 15 (2)  | 4    | 1        | 0        | 4        | 0        | 1        | 0        | -        | -        | 21 (2)  | 4    |
| 總計（華家堡）   | 總計（華家堡）   | 總計（華家堡）   | 15 (2)  | 4    | 1        | 0        | 4        | 0        | 1        | 0        | -        | -        | 21 (2)  | 4    |
| 2008－09         | 南華             | 港甲             | 12 (9)  | 7    | 2        | 0        | 1        | 1        | 3        | 1        | 2 (5)    | 0        | 20 (14) | 9    |
| 2009－10         | 南華             | 港甲             | 9 (4)   | 3    | 2        | 0        | 取消比賽 | 取消比賽 | 0        | 0        | 5 (2)    | 0        | 16 (6)  | 3    |
| 2010－11         | 南華             | 港甲             | 4 (4)   | 1    | 1        | 1        | 2        | 0        | 未有上陣 | 未有上陣 | 未有上陣 | 未有上陣 | 7 (4)   | 2    |
| 總計（南華）     | 總計（南華）     | 總計（南華）     | 25 (17) | 11   | 5        | 1        | 3        | 1        | 3        | 1        | 7 (7)    | 0        | 43 (24) | 14   |
| 總計（職業生涯） | 總計（職業生涯） | 總計（職業生涯） | 65 (23) | 21   | 7        | 1        | 11       | 2        | 5        | 1        | 7 (7)    | 0        | 96 (30) | 25   |

- 更新至2011年1月30日

## 國際賽事紀錄
- 僅列出國際A級比賽

| 上陣次數 | 時間           | 地點                        | 對手     | 比數 | 賽事性質             | 入球 (累計) |
| -------- | -------------- | --------------------------- | -------- | ---- | -------------------- | ----------- |
| 1        | 2008年11月19日 | 澳門 澳門科技大學球場       | 澳門     | 9–1  | 國際友誼賽           | 1 (1)       |
| 2        | 2009年1月14日  | 香港 香港大球場             | 印度     | 2–1  | 國際友誼賽           | 1 (2)       |
| 3        | 2009年1月21日  | 香港 香港大球場             | 巴林     | 1–3  | 2011年亞洲盃外圍賽   | 0 (2)       |
| 4        | 2009年1月28日  | 薩那 阿里穆辛阿梅懷斯體育場 | 葉門     | 0–1  | 2011年亞洲盃外圍賽   | 0 (2)       |
| 5        | 2009年11月18日 | 香港 香港大球場             | 日本     | 0–4  | 2011年亞洲盃外圍賽   | 0 (2)       |
| 6        | 2010年2月7日   | 東京 國立霞丘陸上競技場     |          | 0–5  | 2010年東亞足球錦標賽 | 0 (2)       |
| 7        | 2010年2月11日  | 東京 國立霞丘陸上競技場     | 日本     | 0–3  | 2010年東亞足球錦標賽 | 0 (2)       |
| 8        | 2010年2月14日  | 東京 國立霞丘陸上競技場     | 中國     | 0–2  | 2010年東亞足球錦標賽 | 0 (2)       |
| 9        | 2010年3月3日   | 香港 香港大球場             | 葉門     | 0–0  | 2011年亞洲盃外圍賽   | 0 (2)       |
| 10       | 2011年9月30日  | 高雄 國家體育場             | 菲律賓   | 3–3  | 2011年龍騰盃邀請賽   | 1 (3)       |
| 11       | 2011年10月2日  | 高雄 國家體育場             | 澳門     | 5–1  | 2011年龍騰盃邀請賽   | 0 (3)       |
| 12       | 2011年10月4日  | 高雄 國家體育場             | 中華臺北 | 6–0  | 2011年龍騰盃邀請賽   | 0 (3)       |
| 13       | 2012年2月29日  | 香港 旺角大球場             | 中華臺北 | 5–1  | 國際友誼賽           | 0 (3)       |
| 14       | 2012年6月1日   | 香港 香港大球場             | 新加坡   | 1–0  | 國際友誼賽           | 0 (3)       |
| 15       | 2012年6月10日  | 香港 旺角大球場             | 越南     | 1–2  | 國際友誼賽           | 1 (4)       |
| 16       | 2012年8月15日  | 新加坡 裕廊西體育場         | 新加坡   | 0–2  | 國際友誼賽           | 0 (4)       |
| 17       | 2012年10月16日 | 香港 旺角大球場             | 马来西亚 | 0–3  | 國際友誼賽           | 0 (4)       |

## 榮譽
南華
- 香港甲組足球聯賽冠軍（2008–09季度、2009–10季度、2012–13季度）
- 香港高級組銀牌冠軍（2009–10季度）
- 香港聯賽盃冠軍（2010–11季度）
- 香港足總盃冠軍（2010–11季度）
- 亞洲足協盃4強（2009年）

貴州恆豐智誠
- 中國甲級足球聯賽亞軍（2016年）

和富大埔
- 香港超級聯賽冠軍（2018–19季度）事，亦是第108屆香港頂級足球聯賽冠軍

標準流浪
- 香港菁英盃冠軍（2023–24季度）

香港代表隊
- 東亞運動會足球項目金牌（2009年）
- 龍騰盃冠軍（2011年）
- 香港傑出運動員選舉 香港最佳運動隊伍（2009年）
- 省港盃冠軍（2013年）

個人
- 香港足球明星選舉 最佳年青球員 一次（2008–09季度）
- 香港甲組足球聯賽「1月最有價值球員」（2012–13季度）

## 外部連結
- 南華網站13/14年球員資料 （页面存档备份，存于）
- 歐陽耀冲Facebook
- 歐陽耀冲在葡萄牙體育會官方網站